# Празднование 300-летия Уральского казачьего войска

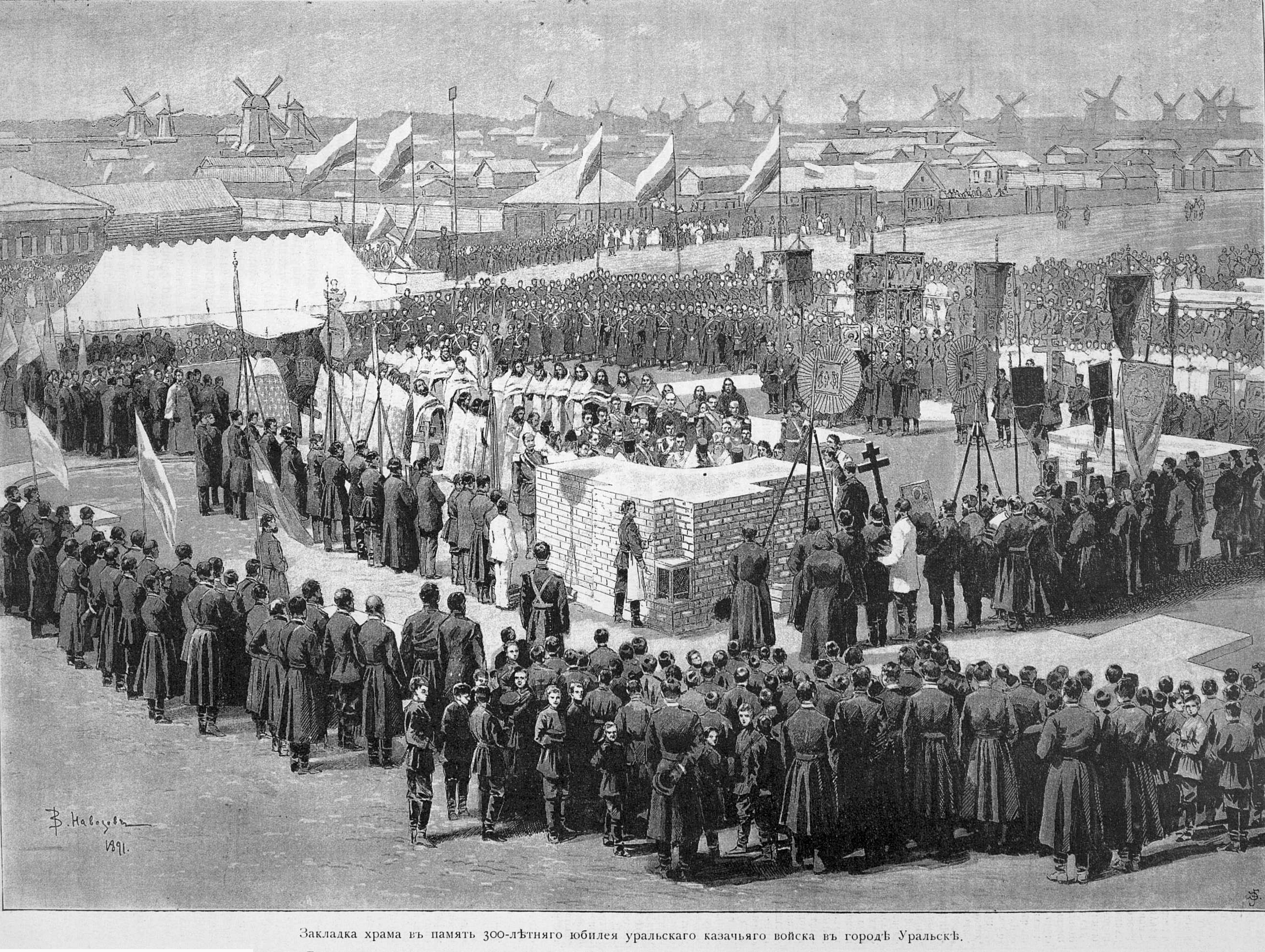
Закладка Храма Христа Спасителя в Уральске, 1891 год

Празднование 300-летия служения Уральского казачьего войска Российскому государству состоялось в Уральске с 29 июля по 1 августа 1891 года при участии августейшего атамана казачьих войск великого князя Николая Александровича. Наследника встречал атаман Уральского казачьего войска генерал-майор Н. Н. Шипов. Для встречи Николая Александровича, возвращавшегося из продолжительного восточного путешествия, и в празднование юбилея на Туркестанской площади города были выстроены Триумфальные (Царские) ворота, впоследствии названные Аркой Цесаревича. Наследник российского престола пробыл в Уральске три дня, в ходе которых состоялся смотр частей Уральского казачьего войска, вручение войску юбилейной ленты и банта на войсковое Георгиевское знамя, а также вручение уральским частям 9 полковых знамён. Для цесаревича была дана обширная программа, включавшая ознакомление его с традиционным промыслом уральских казаков — ловлей осетровых на реке Урал, спектакли и концерты, данные уральскими казаками и приглашённой оперной труппой, в составе которой был и молодой бас Фёдор Шаляпин. 31 июля на Иканской площади Уральска был заложен Храм Христа Спасителя. В ходе празднования состоялось также встреча наследника престола с представителями казахского населения Уральской области, в качестве подарка наследнику преподнесли богато украшенную юрту, двух коней с дорогими сёдлами, чаши с кумысом, инкрустированные драгоценными камнями. Память о проведении юбилея сохранилась в виде дат «1591» и «1891» на двух передних бастионах массивного основания Храма Христа Спасителя.

Празднование 300-летия Уральского казачьего войска относят к мероприятиям, которые считались важными, с точки зрения проявления силы и мощи государства, а также способствующими консолидации общества .
В России юбилеи задумывались как попытка оказать непосредственное влияние на политическую ситуацию и общественные настроения, продемонстрировать единение всех слоев народа вокруг трона, непоколебимость самодержавия и возможность забвения классовых, политических и религиозных разногласий .
Отмечается, что участие цесаревича в праздновании 300-летия Уральского казачьего войска, подчёркнутый пафос и роскошь оформления самого мероприятия подчёркивали  «большую, фактически историческую, значимость момента». В 1891 году к празднованию 300-летия создания Уральского казачьего войска вышло в свет двухтомное издание монографии Н. А. Бородина «Уральское казачье войско», где «учёный рассматривает историю казачьей колонизации, дает характеристику территорий и природных условий области, приводит данные по демографии, местному здравоохранению, повинностям, войсковым финансам, суду» . Празднование 300-летия уральского казачества, царский визит в Уральск  нашли отражение в романе В. П. Правдухина «Яик уходит в море» .